# Follo Fotballklubb
Il Follo Fotballklubb è una società calcistica norvegese con sede a Ski che nella stagione 2018 milita nella 3. divisjon. È stato fondato nel settembre 2000 ed è stato creato per cooperare con sei club della zona: Ås, Oppegård, Langhus, Ski, Nordby e Vestby
I colori sociali del Follo sono bianco e azzurro. La squadra disputa le sue partite casalinghe allo Ski Stadion.
Il Follo ha avuto un buon cammino nella Coppa di Norvegia 2006, quando è stato eliminato soltanto ai quarti di finale della competizione dai finalisti del Sandefjord. Quattro anni dopo, sono arrivati in finale dell'edizione 2010, superando compagini di Tippeligaen quali Lillestrøm e Rosenborg. All'epoca della semifinale contro il Rosenborg, la squadra di Trondheim era imbattuta ed in testa alla Tippeligaen 2010, mentre il Follo si trovava all'ultimo posto dell'Adeccoligaen. Come risultato, il Follo ha avuto la possibilità di accedere all'Europa League 2011-2012, se avesse battuto lo Strømsgodset, pur essendo a rischio retrocessione dall'Adeccoligaen (eventualità poi verificatasi). Hallvar Thoresen, commentatore per la Norsk rikskringkasting (NRK), ha dichiarato che la vittoria del Follo sul Rosenborg è stato uno dei momenti più shockanti della storia del calcio norvegese. Il giorno della finale, lo Strømsgodset si è però imposto per due a zero.
La rosa 2010 è formata da un mix di esperienza e giovani locali. Bonaventure Maruti è il miglior marcatore della storia del club.
Il club ufficiale dei tifosi si chiama The Followers e gli è stata dedicata la maglia numero 12.
Al termine dell'Adeccoligaen 2010, è stato retrocesso sebbene avesse raggiunto la salvezza in campionato: questo perché non ha ottenuto le license necessarie per partecipare alla lega entro il 15 settembre ed è stato così retrocesso d'ufficio. La squadra ha riconquistato la promozione nel campionato 2012, con una giornata d'anticipo.

## Allenatori
- 2001-2002  Hans Knutsen e  Aksel Bergo
- 2003  Erland Johnsen e  Sindre Rekdal
- 2004  Erland Johnsen e  Aksel Bergo
- 2005-2006  Erland Johnsen e  Roar Breivik
- 2007-2008  Peer Danefeld e  Roar Breivik
- 2009-2010  Hans Erik Eriksen e  Roar Breivik
- 2011-2015  Hans Erik Eriksen
- 2016-2017  Anders Særvold
- 2018-oggi  Marijo Jović

## Palmarès

### Competizioni nazionali
- 2. divisjon: 4

2004 (gruppo 2), 2009 (gruppo 2), 2012 (gruppo 4), 2014 (gruppo 4)
- 3. divisjon: 1

2023 (girone 6)

### Altri piazzamenti
- Coppa di Norvegia:

Finalista: 2010
- 2. divisjon:

Terzo posto: 2002 (gruppo 1)

## Organico

### Rosa 2015
Rosa aggiornata al 22 aprile 2016.
| N. |                     | Ruolo | Calciatore            |
| -- | ------------------- | ----- | --------------------- |
| 1  | Norvegia (bandiera) | P     | Knut-André Skjærstein |
| 2  | Norvegia (bandiera) | D     | Jamil Ali Ataya       |
| 4  | Norvegia (bandiera) | D     | Rune Gravdal          |
| 5  | Norvegia (bandiera) | D     | Halvard Lien Simonsen |
| 6  | Norvegia (bandiera) | C     | Tore André Sørås      |
| 7  | Albania (bandiera)  | D     | Misim Memishi         |
| 8  | Norvegia (bandiera) | A     | Fredrik Levorstad     |
| 10 | Norvegia (bandiera) | A     | Dardan Dreshaj        |
| 11 | Norvegia (bandiera) | A     | Julius Skaug          |

| N. |                     | Ruolo | Calciatore             |
| -- | ------------------- | ----- | ---------------------- |
| 13 | Norvegia (bandiera) | P     | Jonas Grønstad         |
| 15 | Norvegia (bandiera) | D     | Halvor Stormoen Raddum |
| 16 | Norvegia (bandiera) | A     | Håvard Haugen Dalseth  |
| 17 | Cuba (bandiera)     | A     | Willian Pozo           |
| 18 | Norvegia (bandiera) | C     | Sivert Strangstad      |
| 20 | Norvegia (bandiera) | C     | Shadi Ali              |
| 21 | Norvegia (bandiera) | A     | Simen Vedvik           |
| 22 | Norvegia (bandiera) | D     | Tobias Asbjørnsen      |
| 23 | Norvegia (bandiera) | C     | Hassan Rahmani         |